# 프랜 드레셔
프랜 드레셔(Fran Drescher, 1957년 9월 30일 ~ )는 미국의 배우이다.

## 출연 작품
- 몬스터 호텔 3 (2018)
- 몬스터 호텔 2 (2015)
- 브레이브 미스 월드 (2013)
- 스컴 락스! (2013)
- 몬스터 호텔 (2012)
- 파이스토리 : 악당상어 소탕작전 (2012)
- 레이 찰스, 아메리카 (2010)
- 파이 스토리 (2006)
- 산타 슬레이 (2005)
- 픽킹 업 더 피시스 (2000)
- 프리티 레이디 (1997)
- 잭 (1996)
- 지금은 순찰 중 (1994)
- 더 낸니 (1993)
- 무단 경고 (1993)
- 정직한 사기꾼 (1993)
- 연애특강 (1990)
- 할리우드의 출세기 (1989)
- UHF 전쟁 (1989)
- 사랑과 배반 (1989, Love and Betrayal)
- 이것이 스파이널 탭이다 (1984)
- 래그타임 (1981)
- 고프 (1980)
- 헐리우드 나이츠 (1980)
- 토요일 밤의 열기 (1977)

### 텔레비전
- 해필리 디보스드 시즌2 (2012)
- 해필리 디보스드 시즌1 (2011)
- 더 레이트 레이트 쇼 위드 크레이그 퍼거슨 (2005)
- 지미 키멜 라이브! (2003)